# Municipio de Burlington (Indiana)
El municipio de Burlington (en inglés: Burlington Township) es un municipio ubicado en el condado de Carroll en el estado estadounidense de Indiana. En el año 2010 tenía una población de 1742 habitantes y una densidad poblacional de 23,06 personas por km².

## Geografía
El municipio de Burlington se encuentra ubicado en las coordenadas 40°28′29″N 86°25′19″O / 40.47472, -86.42194. Según la Oficina del Censo de los Estados Unidos, el municipio tiene una superficie total de 75.56 km², de la cual 75,55 km² corresponden a tierra firme y (0 %) 0 km² es agua.

## Demografía
Según el censo de 2010, había 1742 personas residiendo en el municipio de Burlington. La densidad de población era de 23,06 hab./km². De los 1742 habitantes, el municipio de Burlington estaba compuesto por el 97,99 % blancos, el 0,17 % eran afroamericanos, el 0,29 % eran amerindios, el 0,06 % eran asiáticos, el 0,52 % eran de otras razas y el 0,98 % eran de una mezcla de razas. Del total de la población el 2,12 % eran hispanos o latinos de cualquier raza.